# Афанасьев, Клавдий Иванович
Клавдий Иванович Афанасьев (11 марта 1875 — 28 декабря 1937) — священник, депутат Государственной думы I созыва от области Войска Донского, впоследствии секретный сотрудник полиции.

## Биография
Русский, православный. Род происходил из казаков станицы Усть-Бузулуцкая, но отец, по-видимому, был духовного звания. В июле 1896 года окончил Донскую духовную семинарию. В течение года работал учителем Аксайской второклассной церковной школы. 9 июля 1897 года женился на Марфе Жахунович, дочери Иоанна Жахуновича, заштатного клирика Успенской церкви той же станицы. Через 11 дней рукоположён в сан священника, с назначением в клир Знаменской церкви станицы Клетской. В 1899 году по его собственному прошению перемещён в Богоявленскую церковь хутора Манойлина, а 1902-м — в Троицкую церковь хутора Тормосина.
Организатор народных чтений, библиотек и читален. После 17 октября 1905 года организовал ряд митингов, главной темой которых было «освободительное движение и казацкая нагайка, как его враг». В частности, в декабре 1905 года после обычных «чтений со световыми картинками» отец Клавдий стал обсуждать с прихожанами будущие выборы в Государственную думу. В результате прихожане-казаки составили просьбу с изложением в ней своих нужд для вручения будущему депутату. В Донской духовной консистории было заведено по этому поводу «секретное» дело. Своё участие в беседе Афанасьев объяснил тем, что руководствовался указом Донской и Ночеркасской духовной консистории, где сказано, что пастыри должны приложить все силы «к достойному исполнению воли Монарха». За это и другие выступления подвёргся преследованиям со стороны полицейской и духовной администрации. Был членом Конституционно-демократической партии.
Высказывал идеи близкие к будущему обновленчеству, его идеалом была древнехристианская община с выборным пастырем, причём он считал, что такое устройство должно было «проникать всё здание церкви до самых низов, а не только венчать куполом её вершину».
14 апреля 1906 избран в Государственную думу 1-го созыва от общего состава выборщиков Областного войска Донского избирательного собрания. Дело, возбуждённое наказным атаманом против священника Клавдия Афанасьева, было прекращено 18/19 апреля 1906 года.

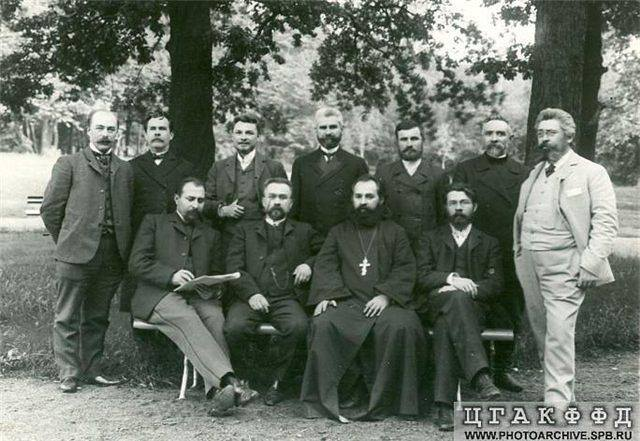
Члены Государственной Думы I созыва от Области Войска Донского. 1-й ряд: М. П. Араканцев, А. П. Хартахай, К. И. Афанасьев, В. А. Харламов, И. Н. Ефремов (стоит); 2-й ряд: А. М. Скасырский, Е. Я. Куркин, Ф. Д. Крюков, И. М. Васильев, С. В. Кулаков, М. Н. Савостьянов.

Существуют указания об участии Афанасьева во фракционных заседаниях кадетов. В частности, Владимир Оболенский писал об Афанасьеве: «Скромный, молчаливый, с милым, ласковым лицом, он всегда садился на фракционных заседаниях [фракции кадетов] где-нибудь в стороне, внимательно слушал других…». Однако в аграрном вопросе Афанасьев стоял левее партии «Народной свободы» и данные о его формальном вхождении в Конституционно-демократическую фракцию нуждаются в дополнительном подтверждении. Трудовики в своем издании «Работы Первой Государственной Думы» определяют политическую позицию отца Клавдия как «Б. — Т. Г.», что означает, что он входил в Трудовую группу, сохраняя определённую автономность беспартийного. Афанасьев в числе 49 депутатов внёс от фракции конституционных демократов законопроект «О свободе совести». Подписал заявления о гражданском равенстве, об изменении статей 55—57 Учреждения Государственной думы. Выступил в прениях по вопросу избрания Продовольственной комиссии, о Белостокском погроме. Высказываясь по аграрному вопросу, призвал правых «поступиться священной собственностью», ибо в противном случае никто «не может поручиться… за целость её»; утверждал, что «все должны пользоваться землёй», «все те, кто на ней трудится». При обсуждении вопроса об отмене смертной казни Афанасьев сказал: 

 В то время как в Севастополе разгорелось освободительное движение <...> в конце этого движения был казнен легендарный за свободу Шмидт (бурные аплодисменты), то один из министров, ушедших с этих скамей, разослал нам, священникам, циркуляр, чтобы мы не смели молиться об этом легендарном борце за свободу (аплодисменты). <...> Бог когда-то заклеймил печатью проклятья первого братоубийцу Каина; скоро разразится гнев Божий и над этими насильниками правды и свободы [министрами] (бурные аплодисменты).
Владимир Оболенский вспоминал, что «из всех речей, произнесённых в осуждение смертной казни, на меня наибольшее впечатление произвела бесхитростная речь священника Афанасьева».

10 июля 1906 года в Выборге подписал «Выборгское воззвание». 16 июля 1906 года началось уголовное преследование ездивших в Выборг и подписавших воззвание депутатов. 16 августа 1906 года по указу Священного Синода № 8888, священник Клавдий Афанасьев был предан духовному суду. 21 августа о. Клавдий был запрещён в священнослужении. На допросе 2 октября 1906 года он попытался оправдаться и заявил, что «считает в настоящее время» подписание Выборгского воззвания «полнейшею ошибкою». Однако это не помогло и постановлением консистории от 16 октября 1906 года Клавдий был лишён священнического сана  «с передачею его в распоряжение Областного Правления войска Донского». В октябре 1906 года К. И. Афанасьев подал апелляцию в Священный Синод вместе с прошением 275 прихожан церкви хутора Тормосина. Однако Синод утвердил решение Донской духовной консистории, и К. И. Афанасьев окончательно лишён сана и причислен к казачьему сословию . По другим сведениям кроме лишения сана консистория также постановила заключить Афанасьева в Кременской монастырь. Но он обжаловал и это решение, ехать в монастырь отказался. Власти пытались его арестовать, по воспоминания современника: 
Первая попытка взять этого священника была сделана в июне [июле 1906?] и привела к столкновению. Кто-то ударил в набат, собралась огромная толпа народа и не дала увести Афанасьева в тюрьму. Тогда власти прибегли к хитрости. 3-го августа  Афанасьева вызвали исповедовать умиравшего, находившегося на стоявшей далеко в степи заимке. Когда отъехали вёрст десять от станицы, спутники сняли с себя вольную одежду и приняли свой обычный полицейский вид.
 4 августа Афанасьев был помещён в Новочеркасскую тюрьму. Так как Афанасьев пользовался среди арестантов огромным уважением, как считали, для того, чтобы снизить его популярность, начальник тюрьмы Гилевич поместил его в одну камеру провокатором М. Бобровским.
На процесс 12—18 декабря 1907 года по делу о «Выборгском воззвании» «он приехал уже „расстригой“, в штатском платье», был осуждён по ст. 129, ч. 1, п. п. 51 и 3 Уголовного уложения, приговорён к трём месяцам тюрьмы и лишён избирательных прав. Лишённый сана Афанасьев не мог поступить ни на какую должность, либо полиция не разрешала жить в той местности, где была возможность поступить на службу, либо под благовидным предлогом отказывали в месте. Без средств существования Афанасьев поселил свою семью, жену и двоих детей у родственника, тоже священника. Родственника перевели в бедный приход, и над ними нависла угроза быть уволенным за штат.
В 1908 году Афанасьев вернулся на Дон и поселился в Ростове-на-Дону, где нашёл место конторщика комиссионного отдела Русско-Азиатского банка.
В последующие годы Клавдий Афанасьев служил секретным агентом Донского охранного отделения с окладом 100 рублей в месяц, это было обнаружено в 1917 году, ещё при временном правительстве, при рассмотрении секретных дел ростовского градоначальника. Точные сроки работы в полиции не установлены. Предполагают, что с 1907—1916 годы Афанасьев в своих донесениях «освещал» деятельность конституционных-демократов и социалистов-революционеров — членов Государственной Думы.
Краевед В. С. Сидоров приводит выдержки из протокола первого совместного заседания Донского Совета рабочих и солдатских депутатов 18-го марта 1917 года в зале торговой школы (ныне юридический факультет Ростовского университета на ул. Горького). Заседание вели П. С. Петренко и Б. С. Васильев. К. И. Афанасьев дал публичные показания. По его словам "Был арестован, сидел полтора месяца, предложили служить в охранке, отказался. Семья голодала, дети просили хлеба, плакали... <...> Когда арестовали вторично, вновь предложили служить в охранке, и я согласился. Настаивали очень, наседали. — В 1914 году? — Да". В. С. Сидоров ставит под сомнение дату 1914 год, как время начала работы Афанасьева секретным агентом, так как "эсеровская группа Е. В. Евменьева и М. Л. Павлоцкого, разгромленная в Ростове в ночь на 26.2.1914 г., инициировалась на самом деле Афанасьевым по приказанию охранки, чтоб ускорить прорастание крамолы и выполоть её". Более ранее начало работы в охранке подтверждается последними архивными находками А. В. Шадриной, по её данным Афанасьев был завербован помощником Донского охранного отделения Ильяшовым в марте 1913 года. Его оперативная кличка была "Лобовой".
В 1920 приговорён Донским областным революционным трибуналом к расстрелу за провокаторскую деятельность. По решению ВЦИК расстрел был заменён пятью годами принудительных работ без заключения под стражу. Наказание отбывал в Ростове-на-Дону.
Вновь арестован 24 декабря 1937 года. Обвинён в принадлежности к партии эсеров и службе в Донском охранном отделении. В деле К. И. Афанасьева есть его показания:
В Государственной думе я примыкал к партии эсеров, хотя фактически не являлся её членом. Программу эсеров я разделял и после, даже до последнего времени у меня сохранились эсеровские программные установки, особенно по аграрному вопросу, которые я разделяю до настоящего времени.
Приговорён к расстрелу 28 декабря тройкой УНКВД по Азово-Черноморскому краю.
Посмертно реабилитирован 2 августа 1989 года.

## Семья
- Жена — Марфа Иоанновна Афанасьева, урождённая Жахунович[1].
  - Сын — Константин Клавдиевич Афанасьев (1898—1941)[1]
  - Дочь — Валентина Клавдиевна Афанасьева (1900—?)[1].

## Комментарии
1. ↑  Точная дата гибели в источниках не приведена, здесь приведена дата приговора. Обычно приговоры исполнялись в тот же или на следующий день, но было и много исключений.
2. ↑  Фракции эсеров не было в Первой Государственной думе, так как они бойкотировали выборы, как и большая часть социал-демократов. Афанасьев не мог этого не знать.